# Dactylorhiza perez-chiscanoi
Dactylorhiza perez-chiscanoi är en orkidéart som beskrevs av Francisco María Vázquez. Dactylorhiza perez-chiscanoi ingår i Handnyckelsläktet som ingår i familjen orkidéer.
Artens utbredningsområde är Spanien. Inga underarter finns listade i Catalogue of Life.